# Anna Cornelia Carbentus

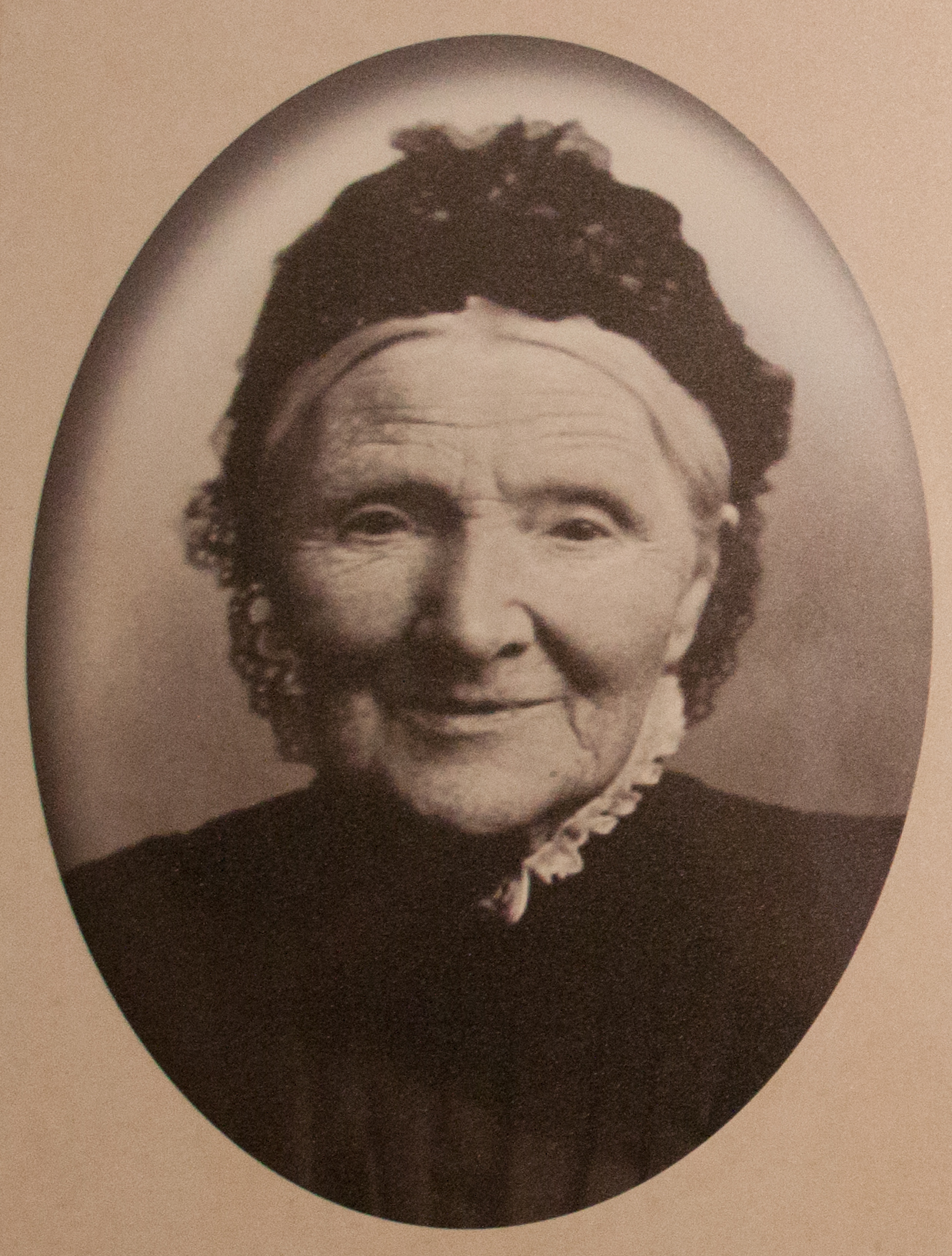
Anna Cornelia Van Gogh-Carbentus

Anna Cornelia Carbentus (* 10. September 1819 in Den Haag; † 29. April 1907 in Leiden) war eine niederländische Malerin und die Mutter des Malers Vincent van Gogh.

## Leben
Anna Cornelia Carbentus wurde am 10. September 1819 in Den Haag geboren. Sie war das dritte von neun Kindern des königlichen Buchbinders Willem Carbentus (1792–1845) und Anna Cornelia van der Gaag (1792–1855). Ihre Familie war niederländisch reformiert und lebte in gehobenen Kreisen. Ihr Vater war ein erfolgreicher Buchbinder. Zu seinen Arbeiten gehörte die Bindung der ersten Verfassung, daher war er berechtigt, das Prädikat „königlich“ zu führen. In der Familie gab es einige Krankheitsfälle. Ihr Vater, ihre ältere Schwester Clara und ihr jüngster Bruder Johannes wurden als „nervös“ bezeichnet. So sorgte sich auch Anna Carbentus um ihren eigenen Geisteszustand und, nachdem sie Mutter geworden war, um den ihrer Kinder. Zu ihrer zehn Jahre jüngeren Schwester Cornelie besaß sie eine starke Bindung. Beide erhielten Zeichen- und Malunterricht. Ihre Schwester heiratete 1850 den Kunsthändler Vincent van Gogh und dadurch lernte sie dessen Bruder, den Pfarrer Theodorus van Gogh (1822–1885) kennen. Sie heiratete am 21. Mai 1851 in der Kloosterkerk in Den Haag den Prediger Theodorus van Gogh. Aus der Ehe gingen vier Söhne, von denen einer tot geboren wurde, und drei Töchter hervor.

### Eheleben
Ihr Mann arbeitete in Zundert, und im dortigen Pfarrhaus begann Anna van Gogh-Carbentus ihr Eheleben. Der Umzug aus der großen Stadt Den Haag ins katholische Brabant war eine ziemliche Umstellung für sie. Im Jahr 1852 wurde ihr erstes Kind tot geboren, es sollte den Namen Vincent haben. Ein Jahr später wurde erneut ein Junge geboren, der spätere Maler Vincent van Gogh, es folgten Anna (1855), Theo (1857), Lies (1859), Wil (1862–1941) und Cor (1867). Ihre Aufgabe als Frau des Pfarrers war es auch, ihren Mann auf Hausbesuchen zu begleiten und arme Familien zu unterstützen. Selbst hatte sie durch Dienstmädchen Hilfe in ihrem Haushalt und verbrachte viel Zeit mit Gartenarbeit, Aquarellmalerei, Sticken und ihrer Korrespondenz.
Theodorus van Gogh wurde 1871 nach Helvoirt, vier Jahre später nach Etten und 1882 nach Nuenen versetzt. Die Familie zog immer mit ihm. In Nuenen bezogen sie das Domineeshuis aus dem 18. Jahrhundert. Mehrere Kinder waren zu diesem Zeitpunkt schon ausgezogen. Vincent van Gogh kehrte Ende 1883 hierhin zurück und hatte in einem Schuppen hinter dem Elternhaus ein Atelier. Nach dem Tod von Pfarrer Van Gogh im März 1885 durfte seine Witwe noch ein weiteres Jahr im Domineeshuis leben. Anschließend zog sie mit ihrer jüngsten Tochter Wil nach Breda, wo ihre Schwester Cornelie lebte.

### Witwentum
Danach zog sie mit ihrer Tochter Wil 1889 nach Leiden, vermutlich weil ihre Tochter Anna dort mit ihrer Familie lebte. Für 250 Gulden im Jahr bezogen sie zwei Zimmer und Suiten in einer Erdgeschosswohnung an der Herengracht. Hinter dem Haus befand sich ein Garten und Anna Van Gogh-Carbentus war damit sehr zufrieden. Ihr Sohn Vincent bestärkte sie mit dieser Entscheidung und schrieb ihr am 9. Dezember: „Und so hoffe ich, dass Sie noch viele wirklich schöne Tage in Leiden verbringen werden – und seien Sie versichert, dass ich hier sehr oft an Sie denke, wo ich meine Tage introvertierter verbringe, als es manchmal wünschenswert erscheint.“ Im Sommer 1890 erreichte Anna van Gogh-Carbentus die Nachricht vom Tod Vincents in Auvers-sur-Oise. Ein halbes Jahr später, im Januar 1891 starb auch ihr Sohn Theo und 1900 verlor sie ihren jüngsten Sohn Cor. Er starb in Südafrika, als Legionär der Fremdenlegion im Burenkrieg. Sie besuchte ab 1893 regelmäßig ihre Töchter, Schwiegertöchter und Enkel, die in Den Haag, Bussum und Leiden lebten. Ab Mai 1905 hatte Anna van Gogh-Carbentus wieder einen festen Wohnsitz in Leiden. Sie lebte dort mit einer unverheirateten Frau. Ihre Tochter Wil, die zunächst als Krankenschwester gearbeitet hatte, wurde Ende 1902 in eine psychiatrische Anstalt in Ermelo eingeliefert, wo sie bis zu ihrem Tod im Jahr 1941 blieb.
Anna van Gogh-Carbentus starb „nach langem Leiden“ am 29. April 1907 im Alter von 87 Jahren. Schwiegersohn Joan van Houten, Ehemann von Tochter Anna und erfolgreicher Fabrikant, kaufte für sie ein Grab auf dem Leidener „Elitefriedhof“ Groenesteeg, wo sie am 2. Mai begraben wurde.

## Bedeutung

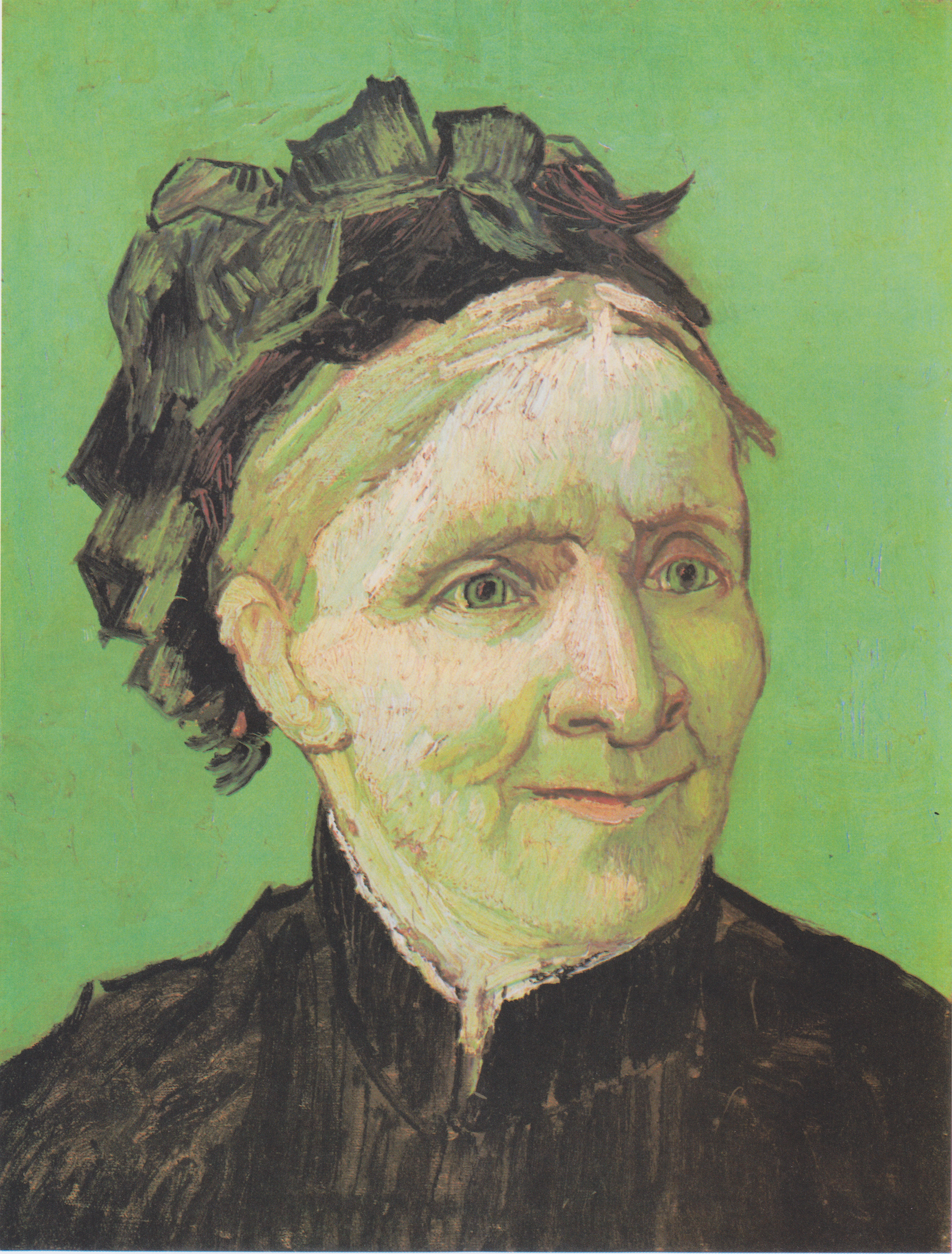
Anna van Gogh-Carbentus, gemalt von Vincent van Gogh, 1888

Einen großen Anteil am Leben von Anna van Gogh-Carbentus nahm die Sorge um ihre Lieben, insbesondere um ihre sechs Kinder ein. Diese Sorge, die durch die Erfahrungen in ihrer eigenen Familie und der dort aufgetretenen „Nervenkrankheit“ ausgelöst worden war, galt insbesondere auch für ihr ältestes Kind Vincent. Für das Porträt, das er im Oktober 1888 von ihr anfertigte, verwendete er ein Foto, das er von seiner Schwester Wil erhalten hatte. Die Farblosigkeit des Fotos störte ihn, schrieb er in einem Brief an Theo vom 8. Oktober 1888, und deshalb versuchte er nun, sie selbst in der harmonischen Farbe darzustellen, wie er sie in Erinnerung hatte „Je ne peux pas voir la photographie sans couleur et je cherche à en faire un avec de la couleur harmonieuse comme je la vois de souvenir“.